# Платёжный агент
Платёжный агент — юридическое лицо (не кредитная организация) или индивидуальный предприниматель, осуществляющие деятельность по приёму платежей физических лиц. Платёжным агентом является оператор по приёму платежей или платёжный субагент.

## Определение
Согласно Федеральному закону от 03.06.2009 № 103-ФЗ платёжный агент — это оператор по приёму платежей (юридическое лицо, заключившее с поставщиком договор об осуществлении деятельности по приёму платежей физических лиц) или платёжный субагент (юридическое лицо или индивидуальный предприниматель, заключившие с оператором по приёму платежей договор об осуществлении деятельности по приёму платежей физических лиц).

## Расчеты с платёжным агентом
Согласно ФЗ от 03.06.2009 № 103-ФЗ платёжный агент при приёме платежей использует лишь специальный банковский счёт для осуществления расчетов и сдаёт в кредитную организацию все полученные от плательщиков (физические лица, осуществляющие внесение платёжному агенту денежных средств в целях исполнения денежных обязательств физического лица перед поставщиком) при приёме платежей наличные денежные средства, для зачисления их в полном объеме на свой специальный банковский счет. Платёжный агент при приёме платежей взимает с плательщика вознаграждение в размере, определяемом соглашением между платёжным агентом и плательщиком.
Платежный агент при приеме платежей, в том числе с использованием платёжного терминала (устройства для приёма платёжным агентом от плательщика денежных средств, функционирующее в автоматическом режиме без участия уполномоченного лица платёжного агента), обязан использовать контрольно-кассовую технику с фискальной памятью и контрольной лентой. 

## Ответственность платёжного агента
Административная ответственность наступает по статье 14.5 КоАП РФ в виде предупреждения или наложения административного штрафа (на должностных лиц платежного агента — от 3 тысяч до 4 тысяч рублей; на юридических лиц — от 30 тысяч до 40 тысяч рублей) за:
- неприменение контрольно-кассовой техники;
- применение контрольно-кассовой техники, не соответствующей установленным требованиям либо используется с нарушением порядка и условий ее регистрации и применения;
- отказ в выдаче по требованию покупателя документа (товарного чека, квитанции или другого документа, подтверждающего прием денежных средств за соответствующий товар (работу, услугу).

Административная ответственность наступает по статье 15.1 КоАП РФ в виде административного штрафа (на должностных лиц в размере от 4 тысяч до 5 тысяч рублей; на юридических лиц - от 40 тысяч до 50 тысяч рублей) за нарушение платежными агентами:
- обязанностей по сдаче в кредитную организацию полученных от плательщиков при приеме платежей наличных денежных средств, для зачисления их в полном объеме на свой специальный банковский счет;
- неиспользование платежными агентами, поставщиками, банковскими платежными агентами, банковскими платежными субагентами специальных банковских счетов для осуществления соответствующих расчетов.